# هری اسنل (دوچرخه‌سوار)

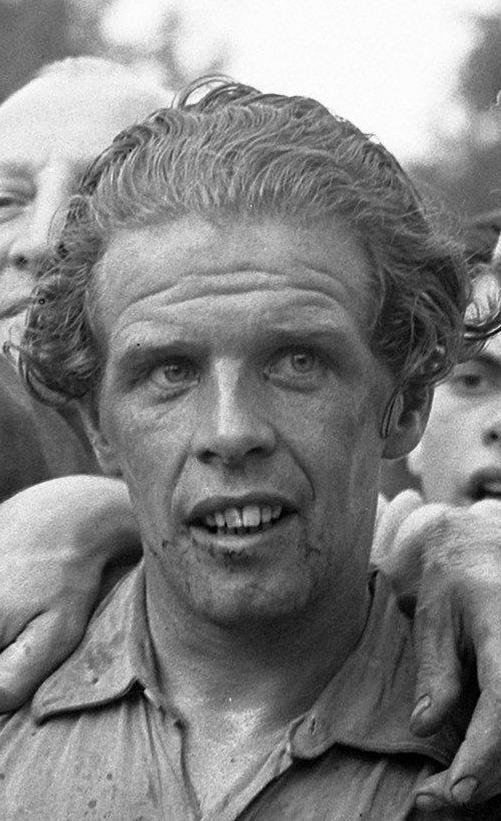
هری انسل (۱۹۴۸)

هری اسنل (انگلیسی: Harry Snell; ۷ اکتبر ۱۹۱۶ – ۸ مهٔ ۱۹۸۵) دوچرخه‌سوار اهل سوئد بود.